# Арман Тірар
Арма́н Анрі́ Жульє́н Тіра́р (фр. Armand Thirard; нар. 25 жовтня 1899, Нант, Франція — †21 листопада 1975, Коломб, Франція) — французький кінооператор.

## Біографія
Після Першої світової війни, з 1918 року Арман Тірар працював у театрі художником, режисером і актором. У 1925 році він почав операторську кар'єру спочатку як асистент оператора, а з 1926 року як самостійний оператор.
Арман Тірар працював з багатьма відомими французькими кінорежисерами, зокрема з Анрі-Жоржем Клузо — «Убивця живе у будинку… № 21» (1942), «Набережна Орфевр» (1947), «Манон» (1948), «Плата за страх» (1953), «Диявольські душі» (1954, з Р. Жуйяром), «Істина» (1960); Рене Клером — «Мовчання — золото» (1947), «Нічні красуні» (1952); Крістіан-Жаком — «Якщо хлопці всього світу» (1955), «Бабетта йде на війну» (1959); Роже Вадимом — «І Бог створив жінку» (1956), «Замок у Швеції» (1963). Серед фільмів, знятих Тіраром у 1960-х роках: «Три мушкетери» (1961), «Пастка для Попелюшки» (1965), «Мозок» (з В. Івановим) і «Битва під Сан-Себастьяном» — обоє 1968.
За час своєї майже 40-річної кінокар'єри Арман Тірав взяв участь у створенні понад 130 фільмів.

## Фільмографія
- 1926 : Заміжжя панночки Бельман /
- 1926 : Кнок, або Торжество медицини / Knock, ou le triomphe de la médecine
- 1927 : Агонія Єрусалиму / L'agonie de Jérusalem
- 1927 : Квітка кохання / Fleur d'amour
- 1927 : Таємниця Ейфелевої вежі / Le mystère de la tour Eiffel
- 1928 : Води Нілу / L'eau du Nil
- 1929 : Матінка Колібрі / Maman Colibri
- 1930 : Дивовижне життя Терези Мартен / La vie miraculeuse de Thérèse Martin
- 1930 : Дамське щастя / Au bonheur des dames
- 1931 : Давид Голдер / David Golder
- 1931 : Бал / Le bal
- 1931 : П'ять проклятих джентльменів / Les cinq gentlemen maudits
- 1932 : Рудий / Poil de carotte
- 1933 : Голова людини / La tête d'un homme
- 1933 : Маленький король / Le petit roi
- 1934 : Пакебот «Тенасіті» (/ Le paquebot Tenacity
- 1934 : Авантюрист / L'aventurier
- 1935 : Чорні очі / Les yeux noirs
- 1935 : Екіпаж / L'équipage
- 1935 : Дитина ескадрону / Le bébé de l'escadron
- 1935 : Човнярі з Волги / Les bateliers de la Volga
- 1936 : Паризьке життя / La vie parisienne
- 1936 : Маєрлінг / Mayerling
- 1936 : Страх / La peur
- 1936 : Вередливі коханці / Les amants terribles
- 1936 : Двері простору / La porte du large
- 1936 : Брайтонські близнюки / Les jumeaux de Brighton
- 1936 : З посмішкою / Avec le sourire
- 1936 : Вогняні ночі / Nuits de feu
- 1937 : Фортеця тиші / La citadelle du silence
- 1937 : Пікова дама / La dame de pique
- 1937 : Простак / Gribouille
- 1938 : Буря / Orage
- 1938 : Патріот / Le patriote
- 1938 : Висота 3,200 / Altitude 3.200
- 1938 : Трікош і Каколе / Tricoche et Cacolet
- 1938 : Північний готель / Hôtel du Nord
- 1939 : Кінець дня / La fin du jour
- 1939 : Північна традиція (/ La tradition de minuit
- 1939 : Гоп-стоп / Fric-Frac
- 1941 : Підступний лис / Volpone
- 1941 : Убивство Діда Мороза / L'assassinat du Père Noël
- 1941 : Не рухатися / Ne bougez plus
- 1941 : Гріхи молодості / Péchés de jeunesse
- 1941 : Буксири / Remorques
- 1942 : Фантастична симфонія / La symphonie fantastique
- 1942 : Убивця живе у будинку… № 21 / L'assassin habite… au 21
- 1942 : Простак / Simplet
- 1943 : Рука диявола / La main du diable
- 1943 : Дамське щастя / Au bonheur des dames
- 1943 : Вовча ферма / La ferme aux loups
- 1943 : Адріан / Adrien
- 1944 : Божевільна Флоранс / Florence est folle
- 1945 : Роже-Ганьба / Roger la Honte
- 1946 : Донька диявола / La fille du diable
- 1946 : Пасторальна симфонія / La symphonie pastorale
- 1946 : Зустріч у Парижі / Rendez-vous à Paris
- 1947 : Мовчання — золото / Le silence est d'or
- 1947 : Набережна Орфевр / Quai des Orfèvres
- 1948 : Після кохання / Après l'amour
- 1949 : Манон / Manon
- 1949 : Рай для пілотів, зниклих безвісти / Le paradis des pilotes perdus
- 1949 : А ось і красуня / La belle que voilà
- 1950 : Мікетта і її мати / Miquette et sa mère
- 1950 : Марія Шапделен / Maria Chapdelaine
- 1951 : Утопія / Atoll K
- 1951 : Париж, який завжди співає / Paris chante toujours!
- 1952 : Нічні красуні / Les belles de nuit
- 1953 : Плата за страх / Le salaire de la peur
- 1953 : Ворог суспільства № 1 / L'ennemi public n° 1
- 1953 : Акт любові / Un acte d'amour
- 1954 : Мамзель Нітуш / Mam'zelle Nitouche
- 1954 : Такі різні долі / Le mouton à cinq pattes
- 1954 : Сімейна сцена / Scènes de ménage
- 1954 : Дияволиці / Les diaboliques
- 1955 : Весна, осінь і любов / Le printemps, l'automne et l'amour
- 1955 : Паризькі дівчата / Mademoiselle de Paris
- 1956 : Якщо хлопці всього світу… / Si tous les gars du monde…
- 1956 : Час убивць / Voici le temps des assassins…
- 1956 : І Бог створив жінку / Et Dieu… créa la femme
- 1957 : Великий обман / Le grand bluff
- 1957 : Хто знає… / Sait-on jamais…
- 1957 : Залишилося жити три дні / Trois jours à vivre
- 1958 : Ювеліри місячного світла / Les bijoutiers du clair de lune
- 1958 : Будь красивою та помовчуй / Sois belle et tais-toi
- 1958 : Дівчина з Гамбурга / La fille de Hambourg
- 1959 : Пориви вітру / Le vent se lève
- 1959 : Бабетта йде на війну / Babette s'en va-t-en guerre
- 1960 : Регати в Сан-Франциско / Les régates de San Francisco
- 1960 : 7 днів. 7 ночей (Модерато кантабіле) / Moderato cantabile
- 1960 : Істина / La vérité
- 1961 : Чи любите ви Брамса? / Goodbye Again
- 1961 : Три мушкетери / Les trois mousquetaires
- 1961 : Брехуни / Les menteurs
- 1962 : Кошенята / Les petits chats
- 1962 : Парижанки / Les Parisiennes
- 1962 : Дамський угодник / Lemmy pour les dames
- 1962 : Відпочинок воїна / Le repos du guerrier
- 1962 : Чотири істини / Les quatre vérités
- 1963 : Вагомі докази / Les Bonnes causes
- 1963 : Замок в Швеції / Château en Suède
- 1964 : Колотнеча серед вдів / Du grabuge chez les veuves
- 1965 : Казкова пригода Марко Поло / La fabuleuse aventure de Marco Polo
- 1965 : Пастка для Попелюшки / Piège pour Cendrillon
- 1966 : Чорне сонце / Soleil noir
- 1967 : Реквієм Джузепе Верді / Messa da Requiem von Giuseppe Verdi, телевізійний
- 1968 : Битва в Сан-Себастьяне / La bataille de San Sebastian